# Marie Tussaud
Anna Maria Tussaud (született Grosholtz) (Strasbourg, 1761. december 1. – London, 1850. április 16.) svájci művész, aki viaszszobrairól és az általa alapított Madame Tussaud panoptikumról ismert.

## Élete
Strasbourgban született. Édesapját, Joseph Grosholtzot, aki katona volt, a hétéves háború során megölték két hónappal lánya születése előtt. Édesanyja, Anne-Marie Walder Bernbe vitte lányát, ahol dr. Philippe Curtius házvezetőnője lett, innen ered svájci nemzetisége. Curtius orvos volt, és tehetséges viaszszobrász. Ez utóbbit anatómiai ábrázolások terén hasznosította, később portrékat is készített. 1765-ben a doktor Párizsba költözött, ahol egy viaszkiállításon dolgozott. Abban az évben készítette el XV. Lajos francia király szeretőjének, Madame du Barry-nak viaszmását, a jelenlegi kiállítás legrégibb darabját.

## Franciaország
1767-ben Tussaud és édesanyja szintén Párizsba költözött. Curtius első viaszkiállítását 1770-ben mutatták be és hatalmas tömeget vonzott. 1776-ban kiállítása a Palais Royalba került, majd 1782-ben a viaszszobrász megnyitotta második kiállítását, a Caverne des Grands Voleurs-t, amely a későbbi horror kamra elődje volt.
Curtius megtanította Marie-t a viaszművészetre, és 1778-ban el is készült első figurájával, Jean-Jacques Rousseau viaszmásával. Később olyan hírességeket is megformázott, mint Voltaire és Benjamin Franklin.
A francia forradalom idején Tussaud-t letartóztatták. Már fejét is leborotválták a kivégzéshez, de Jean-Marie Collot d’Herbois támogatásának köszönhetően szabadon engedték. Azután ő készítette a guillotine áldozatainak halotti maszkját. Leghíresebb ilyen munkái  XVI. Lajos francia király, Marie Antoinette, Jean-Paul Marat és Maximilien Robespierre. Amikor Curtius 1794-ben meghalt, gyűjteményét Marie-ra hagyta.
1795-ben Marie-t feleségül vette François Tussaud. Két gyermekük született, Joseph és François.

## Anglia
1802-ben Marie férjével és kisebbik fiával Londonba költözött. Elfogadta Paul Philidor meghívását, munkáit az ő műsorán mutatták be a londoni Lyceumban. Ekkor ez még nem volt túl jövedelmező számára, ui. Philidor a nyereség felét megtartotta magának.
A napóleoni háborúk után nem tudott visszatérni Franciaországba, ezért gyűjteményével Nagy-Britanniában és Írországban utazgatott. 1821-ben vagy 1822-ben másik fia, François is csatlakozott hozzá. 1835-ben a Baker Streeten megnyitotta első saját, állandó kiállítását. 1838-ban megírta emlékiratait. 1842-ben elkészítette saját arcmását, mely a múzeum bejáratánál ma is látható. 1850. április 16-án Londonban, álmában halt meg.

## Fordítás
- Ez a szócikk részben vagy egészben  a   Marie Tussaud című angol Wikipédia-szócikk ezen változatának fordításán alapul.  Az eredeti cikk szerkesztőit annak laptörténete sorolja fel. Ez a jelzés csupán a megfogalmazás eredetét és a szerzői jogokat jelzi, nem szolgál a cikkben szereplő információk forrásmegjelöléseként.